# Liste des subdivisions administratives du Guangdong
Cet article donne une liste des subdivisions administratives de niveau préfecture et de niveau district dans la province chinoise du Guangdong. Elle ne fournit pas de données sur les subdivisions de niveau inférieur.

## Données générales
| subdivisions de niveau préfecture |      |
| villes-préfectures                | 19   |
| villes sous-provinciales          | 2    |
| subdivisions de niveau district   |      |
| villes-districts                  | 23   |
| xian                              | 41   |
| xian autonome                     | 3    |
| districts                         | 54   |
| subdivisions de niveau canton     |      |
| bourgs                            | 1145 |
| cantons                           | 4    |
| cantons ethniques                 | 7    |
| sous-districts                    | 429  |

## Subdivisions de niveau préfecture
| #  | Nom       | Hanzi  | Hanyu pinyin  | Siège administratif | Type                   | superficie km2 | pop 2006 en millions | densité hab/km2 | PIB 2008 en milliards de yuans |
| -- | --------- | ------ | ------------- | ------------------- | ---------------------- | -------------- | -------------------- | --------------- | ------------------------------ |
| 1  | Qingyuan  | 清遠市 | Qīngyuǎn Shì  | Qingcheng           | ville-préfecture       | 19153          | 3,62                 | 189             | 251                            |
| 2  | Shaoguan  | 韶關市 | Sháoguān Shì  | Zhenjiang           | ville-préfecture       | 18385          | 2,93                 | 159             | 285                            |
| 3  | Heyuan    | 河源市 | Héyuán Shì    | Yuancheng           | ville-préfecture       | 15826          | 2,79                 | 176             | 105                            |
| 4  | Meizhou   | 梅州市 | Méizhōu Shì   | Meijiang            | ville-préfecture       | 15908          | 4,12                 | 259             | 99                             |
| 5  | Chaozhou  | 潮州市 | Cháozhōu Shì  | Fengxi              | ville-préfecture       | 3100           | 2,53                 | 815             | 93                             |
| 6  | Zhaoqing  | 肇慶市 | Zhàoqìng Shì  | Duanzhou            | ville-préfecture       | 14856          | 3,70                 | 249             | 267                            |
| 7  | Yunfu     | 雲浮市 | Yúnfú Shì     | Yuncheng            | ville-préfecture       | 7779           | 2,34                 | 301             | 72                             |
| 8  | Foshan    | 佛山市 | Fóshān Shì    | Chancheng           | ville-préfecture       | 3848           | 5,86                 | 1522            | 433                            |
| 9  | Guangzhou | 廣州市 | Guǎngzhōu Shì | Yuexiu              | ville sous-provinciale | 7434           | 9,75                 | 1312            | 756                            |
| 10 | Dongguan  | 東莞市 | Dōngguǎn Shì  | -                   | ville-préfecture       | 2465           | 6,75                 | 2738            | 370                            |
| 11 | Huizhou   | 惠州市 | Hùizhōu Shì   | Huicheng            | ville-préfecture       | 11158          | 4,76                 | 337             | 80                             |
| 12 | Shanwei   | 汕尾市 | Shànwěi Shì   | Chengqu             | ville-préfecture       | 5271           | 2,81                 | 533             | 100                            |
| 13 | Jieyang   | 揭陽市 | Jiēyáng Shì   | Rongcheng           | ville-préfecture       | 5340           | 5,63                 | 1075            | 167                            |
| 14 | Shantou   | 汕頭市 | Shàntóu Shì   | Jinping             | ville-préfecture       | 2064           | 4,97                 | 2408            | 97                             |
| 15 | Zhanjiang | 湛江市 | Zhànjiāng Shì | Chikan              | ville-préfecture       | 12471          | 6,70                 | 537             | 586                            |
| 16 | Maoming   | 茂名市 | Màomíng Shì   | Maonan              | ville-préfecture       | 11458          | 5,92                 | 517             | 452                            |
| 17 | Yangjiang | 陽江市 | Yángjiāng Shì | Jiangcheng          | ville-préfecture       | 7813           | 2,33                 | 299             | 178                            |
| 18 | Jiangmen  | 江門市 | Jiāngmén Shì  | Pengjiang           | ville-préfecture       | 9541           | 4,11                 | 431             | 713                            |
| 19 | Zhongshan | 中山市 | Zhōngshān S   | -                   | ville-préfecture       | 1800           | 2,49                 | 1385            | 141                            |
| 20 | Zhuhai    | 珠海市 | Zhūhǎi Shì    | Xiangzhou           | ville-préfecture       | 1688           | 1,45                 | 859             | 99                             |
| 21 | Shenzhen  | 深圳市 | Shēnzhèn Shì  | Futian              | Ville sous-provinciale | 1953           | 8,46                 | 4334            | 781                            |

## Subdivisions de niveau district
| Niveau préfecture                       | Niveau district | Niveau district | Niveau district | Niveau district | Niveau district | Niveau district |
| Niveau préfecture                       | Nom | Chinois (simplifié)! | Pinyin | Superficie | Population | Note |
| --------------------------------------- | --- | --- | --- | --- | --- | --- |
| Ville de Chaozhou 潮州市 Cháozhōu Shì   | District de Xiangqiao | 湘桥区 | Xiāngqiáo Qū | 176 | | |
| Ville de Chaozhou 潮州市 Cháozhōu Shì   | District de Fengxi | 枫溪区 | Fēngxī Qū | 24 | | Séparé de Chao'an en 1995 |
| Ville de Chaozhou 潮州市 Cháozhōu Shì   | Xian de Chao'an | 潮安县 | Cháo'ān Xiàn | 1232 | | |
| Ville de Chaozhou 潮州市 Cháozhōu Shì   | Xian de Raoping | 饶平县 | Ràopíng Xiàn | 2203 | | |
| Ville de Dongguan 东莞市 Dōngguǎn Shì   | Aucune division de niveau xian. Le gouvernement de la ville administre directement 32 divisions de niveau canton (4 sous-districts et 28 bourgs). | Aucune division de niveau xian. Le gouvernement de la ville administre directement 32 divisions de niveau canton (4 sous-districts et 28 bourgs). | Aucune division de niveau xian. Le gouvernement de la ville administre directement 32 divisions de niveau canton (4 sous-districts et 28 bourgs). | Aucune division de niveau xian. Le gouvernement de la ville administre directement 32 divisions de niveau canton (4 sous-districts et 28 bourgs). | Aucune division de niveau xian. Le gouvernement de la ville administre directement 32 divisions de niveau canton (4 sous-districts et 28 bourgs). | Aucune division de niveau xian. Le gouvernement de la ville administre directement 32 divisions de niveau canton (4 sous-districts et 28 bourgs).       |
| Ville de Foshan 佛山市 Fóshān Shì       | District de Chancheng | 禅城区 | Chánchéng Qū | 155 | | |
| Ville de Foshan 佛山市 Fóshān Shì       | District de Gaoming | 高明区 | Gāomíng Qū | 957 | | |
| Ville de Foshan 佛山市 Fóshān Shì       | District de Nanhai | 南海区 | Nánhǎi Qū | 1074 | | |
| Ville de Foshan 佛山市 Fóshān Shì       | District de Sanshui | 三水区 | Sānshuǐ Qū | 974 | | |
| Ville de Foshan 佛山市 Fóshān Shì       | District de Shunde | 顺德区 | Shùndé Qū | 806 | | |
| Ville de Guangzhou 广州市 Guǎngzhōu Shì | District de Baiyun | 白云区 | Báiyún Qū | 825 | | |
| Ville de Guangzhou 广州市 Guǎngzhōu Shì | District de Haizhu | 海珠区 | Hǎizhū Qū | 90 | | |
| Ville de Guangzhou 广州市 Guǎngzhōu Shì | District de Huadu | 花都区 | Huādū Qū | 961 | | |
| Ville de Guangzhou 广州市 Guǎngzhōu Shì | District de Huangpu | 黄埔区 | Huángpù Qū | 122 | | |
| Ville de Guangzhou 广州市 Guǎngzhōu Shì | District de Liwan | 荔湾区 | Lìwān Qū | 62 | | |
| Ville de Guangzhou 广州市 Guǎngzhōu Shì | District de Luogang | 萝岗区 | Luógāng Qū | 389 | | |
| Ville de Guangzhou 广州市 Guǎngzhōu Shì | District de Nansha | 南沙区 | Nánshā Qū | 544 | | |
| Ville de Guangzhou 广州市 Guǎngzhōu Shì | District de Panyu | 番禺区 | Pānyú Qū | 770 | | |
| Ville de Guangzhou 广州市 Guǎngzhōu Shì | District de Tianhe | 天河区 | Tiānhé Qū | 141 | | A perdu une partie de son territoire au profit de Yuexiu en 2005                                                                                        |
| Ville de Guangzhou 广州市 Guǎngzhōu Shì | District de Yuexiu | 越秀区 | Yuèxiù Qū | 33 | | Sa superficie a été multipliée par plus de trois en 2005, lorsque le district de Dongshan[Lequel ?], ainsi qu'une partie de Tianhe lui ont été adjoints |
| Ville de Guangzhou 广州市 Guǎngzhōu Shì | Ville de Conghua | 从化市 | Cónghuà Shì | 1975 | | |
| Ville de Guangzhou 广州市 Guǎngzhōu Shì | Ville de Zengcheng | 增城市 | Zēngchéng Shì | 1741 | | |
| Ville de Heyuan 河源市 Héyuán Shì       | District de Yuancheng | 源城区 | Yuánchéng Qū | 365 | | |
| Ville de Heyuan 河源市 Héyuán Shì       | Xian de Heping | 和平县 | Hépíng Xiàn | 2310 | | |
| Ville de Heyuan 河源市 Héyuán Shì       | Xian de Lianping | 连平县 | Liánpíng Xiàn | 2365 | | |
| Ville de Heyuan 河源市 Héyuán Shì       | Xian de Longchuan | 龙川县 | Lóngchuān Xiàn | 3089 | | |
| Ville de Heyuan 河源市 Héyuán Shì       | Xian de Dongyuan | 东源县 | Dōngyuán Xiàn | 4070 | | |
| Ville de Heyuan 河源市 Héyuán Shì       | Xian de Zijin | 紫金县 | Zǐjīn Xiàn | 3627 | | |
| Ville de Huizhou 惠州市 Huìzhōu Shì     | District de Huicheng | 惠城区 | Huìchéng Qū | 1410 | | |
| Ville de Huizhou 惠州市 Huìzhōu Shì     | District de Huiyang | 惠阳区 | Huìyáng Qū | 1262 | | |
| Ville de Huizhou 惠州市 Huìzhōu Shì     | Xian de Boluo | 博罗县 | Bóluó Xiàn | 2795 | | |
| Ville de Huizhou 惠州市 Huìzhōu Shì     | Xian de Huidong | 惠东县 | Huìdōng Xiàn | 3397 | | |
| Ville de Huizhou 惠州市 Huìzhōu Shì     | Xian de Longmen | 龙门县 | Lóngmén Xiàn | 3058 | | |
| Ville de Jiangmen 江门市 Jiāngmén Shì   | District de Jianghai | 江海区 | Jiānghǎi Qū | 107 | | |
| Ville de Jiangmen 江门市 Jiāngmén Shì   | District de Pengjiang | 蓬江区 | Péngjiāng Qū | 323 | | |
| Ville de Jiangmen 江门市 Jiāngmén Shì   | District de Xinhui | 新会区 | Xīnhuì Qū | 1387 | | |
| Ville de Jiangmen 江门市 Jiāngmén Shì   | Ville d'Enping | 恩平市 | Ēnpíng Shì | 1698 | | |
| Ville de Jiangmen 江门市 Jiāngmén Shì   | Ville de Heshan | 鹤山市 | Hèshān Shì | 1108 | | |
| Ville de Jiangmen 江门市 Jiāngmén Shì   | Ville de Kaiping | 开平市 | Kāipíng Shì | 1659 | | |
| Ville de Jiangmen 江门市 Jiāngmén Shì   | Ville de Taishan | 台山市 | Táishān Shì | 3286 | | |
| Ville de Jieyang 揭阳市 Jiēyáng Shì     | District de Rongcheng | 榕城区 | Róngchéng Qū | 91 | | |
| Ville de Jieyang 揭阳市 Jiēyáng Shì     | Ville de Puning | 普宁市 | Pǔníng Shì | 1620 | | |
| Ville de Jieyang 揭阳市 Jiēyáng Shì     | Xian de Huilai | 惠来县 | Huìlái Xiàn | 1207 | | |
| Ville de Jieyang 揭阳市 Jiēyáng Shì     | Xian de Jiedong | 揭东县 | Jiēdōng Xiàn | 851 | | |
| Ville de Jieyang 揭阳市 Jiēyáng Shì     | Xian de Jiexi | 揭西县 | Jiēxī Xiàn | 1279 | | |
| Ville de Maoming 茂名市 Màomíng Shì     | District de Maogang | 茂港区 | Màogǎng Qū | 372 | | |
| Ville de Maoming 茂名市 Màomíng Shì     | District de Maonan | 茂南区 | Màonán Qū | 507 | | |
| Ville de Maoming 茂名市 Màomíng Shì     | Ville de Gaozhou | 高州市 | Gāozhōu Shì | 3276 | | |
| Ville de Maoming 茂名市 Màomíng Shì     | Ville de Huazhou | 化州市 | Huàzhōu Shì | 2354 | | |
| Ville de Maoming 茂名市 Màomíng Shì     | Ville de Xinyi | 信宜市 | Xìnyí Shì | 3081 | | |
| Ville de Maoming 茂名市 Màomíng Shì     | Xian de Dianbai | 电白县 | Diànbái Xiàn | 1855 | | |
| Ville de Meizhou 梅州市 Méizhōu Shì     | District de Meijiang | 梅江区 | Méijiāng Qū | 323 | | |
| Ville de Meizhou 梅州市 Méizhōu Shì     | Ville de Xingning | 兴宁市 | Xīngníng Shì | 2105 | | |
| Ville de Meizhou 梅州市 Méizhōu Shì     | Xian de Dabu | 大埔县 | Dàbù Xiàn | 2470 | | |
| Ville de Meizhou 梅州市 Méizhōu Shì     | Xian de Fengshun | 丰顺县 | Fēngshùn Xiàn | 2710 | | |
| Ville de Meizhou 梅州市 Méizhōu Shì     | Xian de Jiaoling | 蕉岭县 | Jiāolǐng Xiàn | 957 | | |
| Ville de Meizhou 梅州市 Méizhōu Shì     | Xian de Mei | 梅县 | Méi Xiàn | 2755 | | |
| Ville de Meizhou 梅州市 Méizhōu Shì     | Xian de Pingyuan | 平远县 | Píngyuǎn Xiàn | 1381 | | |
| Ville de Meizhou 梅州市 Méizhōu Shì     | Xian de Wuhua | 五华县 | Wǔhuá Xiàn | 3226 | | |
| Ville de Qingyuan 清远市 Qīngyuǎn Shì   | District de Qingcheng | 清城区 | Qīngchéng Qū | 927 | | |
| Ville de Qingyuan 清远市 Qīngyuǎn Shì   | Ville de Lianzhou | 连州市 | Liánzhōu Shì | 2663 | | |
| Ville de Qingyuan 清远市 Qīngyuǎn Shì   | Ville de Yingde | 英德市 | Yīngdé Shì | 5679 | | |
| Ville de Qingyuan 清远市 Qīngyuǎn Shì   | Xian de Fogang | 佛冈县 | Fógāng Xiàn | 1302 | | |
| Ville de Qingyuan 清远市 Qīngyuǎn Shì   | Xian de Qingxin | 清新县 | Qīngxīn Xiàn | 2729 | | |
| Ville de Qingyuan 清远市 Qīngyuǎn Shì   | Xian de Yangshan | 阳山县 | Yángshān Xiàn | 3372 | | |
| Ville de Qingyuan 清远市 Qīngyuǎn Shì   | Xian autonome yao de Liannan | 连南瑶族自治县 | Liánnán yáozú Zìzhìxiàn | 1306 | | |
| Ville de Qingyuan 清远市 Qīngyuǎn Shì   | Xian autonome zhuang et yao de Lianshan | 连山壮族 瑶族自治县 | Liánshān zhuàngzú yáozú Zìzhìxiàn | 1365 | | |
| Ville de Shantou 汕头市 Shàntóu Shì     | District de Chaonan | 潮南区 | Cháonán Qū | 596 | | |
| Ville de Shantou 汕头市 Shàntóu Shì     | District de Chaoyang | 潮阳区 | Cháoyáng Qū | 668 | | |
| Ville de Shantou 汕头市 Shàntóu Shì     | District de Chenghai | 澄海区 | Chénghǎi Qū | 345 | | |
| Ville de Shantou 汕头市 Shàntóu Shì     | District de Haojiang | 濠江区 | Háojiāng Qū | 135 | | |
| Ville de Shantou 汕头市 Shàntóu Shì     | District de Jinping | 金平区 | Jīnpíng Qū | 109 | | |
| Ville de Shantou 汕头市 Shàntóu Shì     | District de Longhu | 龙湖区 | Lónghú Qū | 104 | | |
| Ville de Shantou 汕头市 Shàntóu Shì     | Xian de Nan'ao | 南澳县 | Nán'ào Xiàn | 111 | | |
| Ville de Shanwei 汕尾市 Shànwěi Shì     | District urbain | 城区 | Chéng Qū | 154 | | |
| Ville de Shanwei 汕尾市 Shànwěi Shì     | Ville de Lufeng | 陆丰市 | Lùfēng Shì | 1681 | | |
| Ville de Shanwei 汕尾市 Shànwěi Shì     | Xian de Haifeng | 海丰县 | Hǎifēng Xiàn | 1750 | | |
| Ville de Shanwei 汕尾市 Shànwěi Shì     | Xian de Luhe | 陆河县 | Lùhé Xiàn | 986 | | |
| Ville de Shaoguan 韶关市 Sháoguān Shì   | District de Qujiang | 曲江区 | Qǔjiāng Qū | 1651 | | |
| Ville de Shaoguan 韶关市 Sháoguān Shì   | District de Wujiang[Lequel ?] | 武江区 | Wǔjiāng Qū | 682 | | |
| Ville de Shaoguan 韶关市 Sháoguān Shì   | District de Zhenjiang | 浈江区 | Zhēnjiāng Qū | 523 | | |
| Ville de Shaoguan 韶关市 Sháoguān Shì   | Ville de Lechang | 乐昌市 | Lèchāng Shì | 2421 | | |
| Ville de Shaoguan 韶关市 Sháoguān Shì   | Ville de Nanxiong | 南雄市 | Nánxióng Shì | 2361 | | |
| Ville de Shaoguan 韶关市 Sháoguān Shì   | Xian de Renhua | 仁化县 | Rénhuà Xiàn | 2223 | | |
| Ville de Shaoguan 韶关市 Sháoguān Shì   | Xian de Shixing | 始兴县 | Shǐxīng Xiàn | 2152 | | |
| Ville de Shaoguan 韶关市 Sháoguān Shì   | Xian de Wengyuan | 翁源县 | Wēngyuán Xiàn | 2217 | | |
| Ville de Shaoguan 韶关市 Sháoguān Shì   | Xian de Xinfeng | 新丰县 | Xīnfēng Xiàn | 1987 | | |
| Ville de Shaoguan 韶关市 Sháoguān Shì   | Xian autonome yao de Ruyuan | 乳源瑶族自治县 | Rǔyuán yáozú Zìzhìxiàn | 2227 | | |
| Ville de Shenzhen 深圳市 Shēnzhèn Shì   | District de Bao'an | 宝安区 | Bǎo'ān Qū | 397 | | A été amputé de Guangming en 2007 |
| Ville de Shenzhen 深圳市 Shēnzhèn Shì   | Nouveau district de Dapeng | 大鹏新区 | Dàpéng Xīnqū | 295 | | Séparé de Longgang en 2011 |
| Ville de Shenzhen 深圳市 Shēnzhèn Shì   | District de Futian | 福田区 | Fútián Qū | 79 | | |
| Ville de Shenzhen 深圳市 Shēnzhèn Shì   | District de Guangming | 光明区 | Guāngmíng Qū | 156 | | Séparé de Bao'an en 2007 |
| Ville de Shenzhen 深圳市 Shēnzhèn Shì   | District de Longgang | 龙岗区 | Lónggǎng Qū | 389 | | |
| Ville de Shenzhen 深圳市 Shēnzhèn Shì   | District de Longhua | 龙华区 | Lónghuá Qū | 176 | | Séparé de Bao'an en 2011 |
| Ville de Shenzhen 深圳市 Shēnzhèn Shì   | District de Luohu | 罗湖区 | Luóhú Qū | 79 | | |
| Ville de Shenzhen 深圳市 Shēnzhèn Shì   | District de Nanshan | 南山区 | Nánshān Qū | 187 | | |
| Ville de Shenzhen 深圳市 Shēnzhèn Shì   | District de Pingshan | 坪山区 | Píngshān Qū | 166 | | Séparé de Longgang en 2009 |
| Ville de Shenzhen 深圳市 Shēnzhèn Shì   | District de Yantian | 盐田区 | Yántián Qū | 75 | | Séparé de Luohu en 1998 |
| Ville de Yangjiang 阳江市 Yángjiāng Shì | District de Jiangcheng | 江城区 | Jiāngchéng Qū | 453 | | |
| Ville de Yangjiang 阳江市 Yángjiāng Shì | Ville de Yangchun | 阳春市 | Yángchūn Shì | 4055 | | |
| Ville de Yangjiang 阳江市 Yángjiāng Shì | Xian de Yangdong | 阳东县 | Yángdōng Xiàn | 2043 | | |
| Ville de Yangjiang 阳江市 Yángjiāng Shì | Xian de Yangxi | 阳西县 | Yángxī Xiàn | 1271 | | |
| Ville de Yunfu 云浮市 Yúnfú Shì         | District de Yuncheng | 云城区 | Yúnchéng Qū | 762 | | |
| Ville de Yunfu 云浮市 Yúnfú Shì         | Ville de Luoding | 罗定市 | Luódìng Shì | 2328 | | |
| Ville de Yunfu 云浮市 Yúnfú Shì         | Xian de Xinxing | 新兴县 | Xīnxīng Xiàn | 1520 | | |
| Ville de Yunfu 云浮市 Yúnfú Shì         | Xian de Yunan | 郁南县 | Yùnán Xiàn | 1966 | | |
| Ville de Yunfu 云浮市 Yúnfú Shì         | Xian de Yun'an | 云安县 | Yún'ān Xiàn | 1231 | | |
| Ville de Zhanjiang 湛江市 Zhànjiāng Shì | District de Chikan | 赤坎区 | Chìkǎn Qū | 79 | | |
| Ville de Zhanjiang 湛江市 Zhànjiāng Shì | District de Mazhang | 麻章区 | Mázhāng Qū | 769 | | |
| Ville de Zhanjiang 湛江市 Zhànjiāng Shì | District de Potou | 坡头区 | Pōtóu Qū | 424 | | |
| Ville de Zhanjiang 湛江市 Zhànjiāng Shì | District de Xiashan | 霞山区 | Xiáshān Qū | 88 | | |
| Ville de Zhanjiang 湛江市 Zhànjiāng Shì | Ville de Leizhou | 雷州市 | Léizhōu Shì | 3523 | | |
| Ville de Zhanjiang 湛江市 Zhànjiāng Shì | Ville de Lianjiang | 廉江市 | Liánjiāng Shì | 2835 | | |
| Ville de Zhanjiang 湛江市 Zhànjiāng Shì | Ville de Wuchuan | 吴川市 | Wúchuān Shì | 848 | | |
| Ville de Zhanjiang 湛江市 Zhànjiāng Shì | Xian de Suixi | 遂溪县 | Suíxī Xiàn | 2144 | | |
| Ville de Zhanjiang 湛江市 Zhànjiāng Shì | Xian de Xuwen | 徐闻县 | Xúwén Xiàn | 1780 | | |
| Ville de Zhaoqing 肇庆市 Zhàoqìng Shì   | District de Dinghu | 鼎湖区 | Dǐnghú Qū | 506 | | |
| Ville de Zhaoqing 肇庆市 Zhàoqìng Shì   | District de Duanzhou | 端州区 | Duānzhōu Qū | 152 | | |
| Ville de Zhaoqing 肇庆市 Zhàoqìng Shì   | Ville de Gaoyao | 高要市 | Gāoyào Shì | 2206 | | |
| Ville de Zhaoqing 肇庆市 Zhàoqìng Shì   | Ville de Sihui | 四会市 | Sìhuì Shì | 1258 | | |
| Ville de Zhaoqing 肇庆市 Zhàoqìng Shì   | Xian de Deqing | 德庆县 | Déqìng Xiàn | 2258 | | |
| Ville de Zhaoqing 肇庆市 Zhàoqìng Shì   | Xian de Fengkai | 封开县 | Fēngkāi Xiàn | 2723 | | |
| Ville de Zhaoqing 肇庆市 Zhàoqìng Shì   | Xian de Guangning | 广宁县 | Guǎngníng Xiàn | 1280 | | |
| Ville de Zhaoqing 肇庆市 Zhàoqìng Shì   | Xian de Huaiji | 怀集县 | Huáijí Xiàn | 3573 | | |
| Ville de Zhongshan 中山市 Zhōngshān Shì | Aucune division de niveau xian. Le gouvernement de la ville administre directement 24 divisions de niveau canton (6 sous-districts, 18 bourgs).   | Aucune division de niveau xian. Le gouvernement de la ville administre directement 24 divisions de niveau canton (6 sous-districts, 18 bourgs).   | Aucune division de niveau xian. Le gouvernement de la ville administre directement 24 divisions de niveau canton (6 sous-districts, 18 bourgs).   | Aucune division de niveau xian. Le gouvernement de la ville administre directement 24 divisions de niveau canton (6 sous-districts, 18 bourgs).   | Aucune division de niveau xian. Le gouvernement de la ville administre directement 24 divisions de niveau canton (6 sous-districts, 18 bourgs).   | Aucune division de niveau xian. Le gouvernement de la ville administre directement 24 divisions de niveau canton (6 sous-districts, 18 bourgs).         |
| Ville de Zhuhai 珠海市 Zhūhǎi Shì       | District de Doumen | 斗门区 | Dǒumén Qū | 806 | | |
| Ville de Zhuhai 珠海市 Zhūhǎi Shì       | District de Jinwan | 金湾区 | Jīnwān Qū | 376 | | |
| Ville de Zhuhai 珠海市 Zhūhǎi Shì       | District de Xiangzhou | 香洲区 | Xiāngzhōu Qū | 476 | | |

## Note
1. 1 2 3 4 5 6 7  Siège du gouvernement